# Wildes Moor bei Stinstedt
Das Wilde Moor bei Stinstedt ist Naturschutzgebiet in der niedersächsischen Gemeinde Stinstedt in der Samtgemeinde Börde Lamstedt im Landkreis Cuxhaven.

## Allgemeines
Das Naturschutzgebiet mit dem Kennzeichen NSG LÜ 101 ist rund 57 Hektar groß. Es steht seit dem 16. Juli 1984 unter Naturschutz. Zuständige untere Naturschutzbehörde ist der Landkreis Cuxhaven.

## Beschreibung
Das Naturschutzgebiet liegt nordwestlich von Stinstedt und stellt einen überwiegend unkultivierten Rest des Wilden Moores unter Schutz. Das Hochmoorgebiet ist entwässert und teilweise durch Torfabbau verändert. Einige Flächen sind zu Grünland kultiviert worden, die landwirtschaftlich genutzt werden. Von Osten fließt Hangdruckwasser in das Gebiet.
Das Moorgebiet entwässert über diverse Gräben in den Stinstedter Randkanal, der das Gebiet nach Süden und Westen begrenzt. Der Stinstedter Randkanal entwässert seinerseits in den Schifffahrtsweg Elbe-Weser.